# 어택급 잠수함

어택급 잠수함은 오스트레일리아 해군이 추진했던 잠수함 사업이다.

## 역사

### 계약 파기
2021년 9월 15일, 조 바이든 미국 대통령이 영국과 협력해 호주의 핵잠수함 도입 계획을 지원하겠다고 밝혔다. 그는 이어 "오늘 우리는 또 다른 역사적 걸음을 내딛는다"면서 "3국간 협력을 강화하고 정형화하려 한다"고 밝혔다. 3각 동맹 이름도 정해졌다. '오커스(AUKUS)'이다. 미국이 다른 나라의 핵잠수함 도입을 지원하는 것은 1958년 영국에 잠수함용 원자로를 제공한 이후 처음이다. 미국 워싱턴 백악관 이스트룸에서 조 바이든 미국 대통령이 스콧 모리슨 호주 총리, 보리스 존슨 영국 총리와 함께 오커스(AUKUS) 파트너십 체결을 발표했다.